# Оловске Луке
Оловске Луке је насељено мјесто у Босни и Херцеговини, у општини Олово, које административно припада Федерацији Босне и Херцеговине. Према попису становништва из 2013. у насељу је живјело 554 становника.

## Географија
Оловске Луке се налазе 3 km источно од Олова.

## Историја
На територији села налази се некропола Мраморје-Лавшићи, у којој се налази 46 стећака (посебна врста средњовековних гробница) и остаци старог османског гробља са 7 нишана (османске стеле); овај сет је уписан на листу националних споменика Босне и Херцеговине.

## Становништво
| Националност       | 1991.        | 1981.        | 1971.        |
| Срби               | 422 (50,00%) | 390 (52,77%) | 325 (47,79%) |
| Муслимани          | 399 (47,27%) | 297 (40,19%) | 321 (47,21%) |
| Југословени        | 15 (1,78%)   | 39 (5,28%)   | 10 (1,14%)   |
| Хрвати             | 5 (0,59%)    | 11 (1,49%)   | 5 (2,21%)    |
| остали и непознато | 3 (0,36%)    | 2 (0,27%)    | 9 (1,34%)    |
| Укупно             | 844          | 739          | 680          |

| Демографија | Демографија | Демографија |
| Година      | Становника  | Становника  |
| ----------- | ----------- | ----------- |
| 1961.       | 421         |             |
| 1971.       | 680         |             |
| 1981.       | 739         |             |
| 1991.       | 844         |             |
| 2013.       | 554         |             |